# Хју Хефнер
Хју Хефнер (енгл. Hugh Hefner; Чикаго, 9. април 1926 — Лос Анђелес, 27. септембар 2017) био је амерички издавач магазина, продуцент, оснивач и главни уредник Плејбоја.

## Каријера
Хју Хефнер је своју каријеру започео као аутор часописа Esquire, где је радио до јануара 1952. када је исти напустио због одбијања повишице од 5 долара. Године 1953, под хипотеком је заложио намештај и узео кредит у банци од 600 долара и 8.000 долара од 45 инвеститора, укључујући и 1.000 долара од своје мајке, за оснивање Плејбоја, чији назив је првобитно требало да буде Момачко вече (енгл. Stag Party), али је због постојања часописа са сличним називом изабрао да буде Плејбој.
Први број Плејбоја је објављен у децембру 1953. на насловној страници се нашла фотографија Мерилин Монро из 1949. која је снимљена за календар који је продат у више од 50.000 примерака. Штампан је у 70 хиљада примерака, а продат у 54 хиљаде примерака. Хефнер је покрио трошкове и зарадио за други број који је објављен у јануару 1954. Крајем педесетих часопис је постао веома популаран и продавао се у тиражу од 4,5 милиона примерака.